# Salvador Cabañas
Salvador Cabañas Ortega (Asunción, 5 agosto 1980) è un ex calciatore paraguaiano, di ruolo attaccante.
È l'unico calciatore della storia ad aver vinto il titolo di capocannoniere della Copa Libertadores in due edizioni consecutive (2007 e 2008).

## Carriera

### Club
Inizia la carriera nel suo paese nelle file del 12 de Octubre, prima di trasferirsi in Cile, all'Audax Italiano. Prima dell'Apértura 2003 viene prelevato dal Jaguares. In quella stagione gioca 18 volte e va a segno in 5 occasioni.
Nel Clausura 2004 segna 15 reti in 20 partite e si ripete nella stagione successiva anche se con una media-gol inferiore, segnando 8 reti in 16 partite.
Dopo il Clausura 2006, vincendo la classifica cannonieri del campionato, entra nelle mire dell'América di Città del Messico, che lo acquista prima dell'Apertura 2006.
Del club della capitale è il miglior realizzatore nel 2007, con 19 gol realizzati tra Coppa Libertadores e Primera División de México, che gli valgono il titolo di capocannoniere della Coppa Libertadores con 10 gol. In tutto l'arco dell'anno realizza 28 gol, contando quelli realizzati nella seconda parte dell'anno.
Il 25 gennaio 2010 viene colpito con un colpo di proiettile alla testa in un bar di Città del Messico. Operato d'urgenza, l'intervento riesce perfettamente, sebbene la pallottola non venga rimossa sia per sua complicata ubicazione (parte posteriore del cranio), sia per la eccessiva pericolosità dell'intervento. A distanza di un anno dall'incidente, in occasione del suo ritorno in campo, Alfonso Dìaz, uno dei suoi medici, dichiara che la possibilità che il proiettile si muova è quasi inesistente, ma che sarà dirimente il verdetto clinico del neurochirurgo. Il club messicano recede unilateralmente il contratto con il giocatore dato che l'incidente è "avvenuto in circostanze e ragioni extracalcistiche".
Nel febbraio 2011 comincia il programma di riabilitazione iniziando ad allenarsi con i connazionali del Libertad. Il 10 agosto 2011 torna a calcare il terreno di gioco, disputando uno spezzone della partita amichevole tra Paraguay e il suo ex club, l'América presso lo stadio Azteca, dichiarando di voler ritornare tra i professionisti il prima possibile.
Il 20 gennaio 2012, a due anni di distanza dal ferimento, viene ingaggiato dal 12 de Octubre, militante nella seconda serie paraguaiana.

### Nazionale
Cabañas ha aperto la sua Copa América del 2007 in Venezuela con una doppietta nel match d'esordio della sua nazionale contro la Colombia. Ha poi realizzato una rete contro gli Stati Uniti nei minuti di recupero.

## Statistiche

### Cronologia presenze e reti in nazionale
| Cronologia completa delle presenze e delle reti in nazionale ― Paraguay | Cronologia completa delle presenze e delle reti in nazionale ― Paraguay | Cronologia completa delle presenze e delle reti in nazionale ― Paraguay | Cronologia completa delle presenze e delle reti in nazionale ― Paraguay | Cronologia completa delle presenze e delle reti in nazionale ― Paraguay | Cronologia completa delle presenze e delle reti in nazionale ― Paraguay | Cronologia completa delle presenze e delle reti in nazionale ― Paraguay | Cronologia completa delle presenze e delle reti in nazionale ― Paraguay |
| Data                                                                    | Città                                                                   | In casa                                                                 | Risultato                                                               | Ospiti                                                                  | Competizione                                                            | Reti                                                                    | Note                                                                    |
| ----------------------------------------------------------------------- | ----------------------------------------------------------------------- | ----------------------------------------------------------------------- | ----------------------------------------------------------------------- | ----------------------------------------------------------------------- | ----------------------------------------------------------------------- | ----------------------------------------------------------------------- | ----------------------------------------------------------------------- |
| 26-3-2003                                                               | San Diego                                                               | Messico                                                                 | 1 – 1                                                                   | Paraguay                                                                | Amichevole                                                              | -                                                                       | 71’                                                                     |
| 29-3-2003                                                               | Alajuela                                                                | Costa Rica                                                              | 2 – 1                                                                   | Paraguay                                                                | Amichevole                                                              | -                                                                       | 78’                                                                     |
| 2-4-2003                                                                | Tegucigalpa                                                             | Honduras                                                                | 1 – 1                                                                   | Paraguay                                                                | Amichevole                                                              | -                                                                       | 56’                                                                     |
| 28-4-2004                                                               | Incheon                                                                 | Corea del Sud                                                           | 0 – 0                                                                   | Paraguay                                                                | Amichevole                                                              | -                                                                       | 80’                                                                     |
| 1-6-2004                                                                | La Paz                                                                  | Bolivia                                                                 | 2 – 1                                                                   | Paraguay                                                                | Qual. Mondiali 2006                                                     | -                                                                       | 83’                                                                     |
| 27-3-2005                                                               | Quito                                                                   | Ecuador                                                                 | 5 – 2                                                                   | Paraguay                                                                | Qual. Mondiali 2006                                                     | 1                                                                       |                                                                         |
| 30-3-2005                                                               | Montevideo                                                              | Paraguay                                                                | 2 – 1                                                                   | Cile                                                                    | Qual. Mondiali 2006                                                     | -                                                                       | Ammonizione                                                             |
| 5-6-2005                                                                | Porto Alegre                                                            | Brasile                                                                 | 4 – 1                                                                   | Paraguay                                                                | Qual. Mondiali 2006                                                     | -                                                                       | 63’                                                                     |
| 8-6-2005                                                                | Asunción                                                                | Paraguay                                                                | 4 – 1                                                                   | Bolivia                                                                 | Qual. Mondiali 2006                                                     | -                                                                       | 77’                                                                     |
| 17-8-2005                                                               | Ciudad del Este                                                         | Paraguay                                                                | 3 – 0                                                                   | El Salvador                                                             | Amichevole                                                              | -                                                                       | 46’                                                                     |
| 3-9-2005                                                                | Asunción                                                                | Paraguay                                                                | 1 – 0                                                                   | Argentina                                                               | Qual. Mondiali 2006                                                     | -                                                                       | 46’                                                                     |
| 11-10-2005                                                              | Asuncion                                                                | Paraguay                                                                | 0 – 1                                                                   | Colombia                                                                | Qual. Mondiali 2006                                                     | -                                                                       | 63’                                                                     |
| 1-3-2006                                                                | Cardiff                                                                 | Galles                                                                  | 0 – 0                                                                   | Paraguay                                                                | Amichevole                                                              | -                                                                       | 77’                                                                     |
| 29-3-2006                                                               | Maracaibo                                                               | Messico                                                                 | 2 – 1                                                                   | Paraguay                                                                | Amichevole                                                              | -                                                                       |                                                                         |
| 24-5-2006                                                               | Oslo                                                                    | Norvegia                                                                | 2 – 2                                                                   | Paraguay                                                                | Amichevole                                                              | -                                                                       | 46’                                                                     |
| 27-5-2006                                                               | Århus                                                                   | Danimarca                                                               | 1 – 1                                                                   | Paraguay                                                                | Amichevole                                                              | -                                                                       | 55’                                                                     |
| 7-10-2006                                                               | Brisbane                                                                | Australia                                                               | 1 – 1                                                                   | Paraguay                                                                | Amichevole                                                              | -                                                                       | 72’                                                                     |
| 15-11-2006                                                              | Viña del Mar                                                            | Cile                                                                    | 3 – 2                                                                   | Paraguay                                                                | Amichevole                                                              | -                                                                       | 80’                                                                     |
| 25-3-2007                                                               | Monterrey                                                               | Messico                                                                 | 2 – 1                                                                   | Paraguay                                                                | Amichevole                                                              | -                                                                       | 76’                                                                     |
| 28-3-2007                                                               | Bogotà                                                                  | Colombia                                                                | 2 – 0                                                                   | Paraguay                                                                | Amichevole                                                              | -                                                                       |                                                                         |
| 20-6-2007                                                               | Santa Cruz de la Sierra                                                 | Bolivia                                                                 | 0 – 0                                                                   | Paraguay                                                                | Amichevole                                                              | -                                                                       | 85’                                                                     |
| 28-6-2007                                                               | Maracaibo                                                               | Paraguay                                                                | 5 – 0                                                                   | Colombia                                                                | Coppa America 2007 - 1º turno                                           | 2                                                                       | 70’                                                                     |
| 2-7-2007                                                                | Barinas                                                                 | Stati Uniti                                                             | 1 – 3                                                                   | Paraguay                                                                | Coppa America 2007 - 1º turno                                           | 1                                                                       | 73’                                                                     |
| 5-7-2007                                                                | Barquisimeto                                                            | Paraguay                                                                | 0 – 1                                                                   | Argentina                                                               | Coppa America 2007 - 1º turno                                           | -                                                                       |                                                                         |
| 8-7-2007                                                                | Maturín                                                                 | Messico                                                                 | 6 – 0                                                                   | Paraguay                                                                | Coppa America 2007 - Quarti di finale                                   | -                                                                       | 67’                                                                     |
| 8-9-2007                                                                | Puerto Ordaz                                                            | Venezuela                                                               | 3 – 2                                                                   | Paraguay                                                                | Amichevole                                                              | -                                                                       | 24’ 70’                                                                 |
| 13-10-2007                                                              | Lima                                                                    | Perù                                                                    | 0 – 0                                                                   | Paraguay                                                                | Qual. Mondiali 2010                                                     | -                                                                       | 75’                                                                     |
| 17-10-2007                                                              | Asunción                                                                | Paraguay                                                                | 1 – 0                                                                   | Uruguay                                                                 | Qual. Mondiali 2010                                                     | -                                                                       | 79’                                                                     |
| 18-11-2007                                                              | Asunción                                                                | Paraguay                                                                | 5 – 1                                                                   | Ecuador                                                                 | Qual. Mondiali 2010                                                     | -                                                                       |                                                                         |
| 22-11-2007                                                              | Santiago del Cile                                                       | Cile                                                                    | 0 – 3                                                                   | Paraguay                                                                | Qual. Mondiali 2010                                                     | 1                                                                       | 63’                                                                     |
| 15-6-2008                                                               | Asunción                                                                | Paraguay                                                                | 2 – 0                                                                   | Brasile                                                                 | Qual. Mondiali 2010                                                     | 1                                                                       | 74’                                                                     |
| 18-6-2008                                                               | La Paz                                                                  | Bolivia                                                                 | 4 – 2                                                                   | Paraguay                                                                | Qual. Mondiali 2010                                                     | -                                                                       | 62’                                                                     |
| 20-8-2008                                                               | Nyon                                                                    | Paraguay                                                                | 1 – 1                                                                   | Arabia Saudita                                                          | Amichevole                                                              | -                                                                       | 55’                                                                     |
| 11-10-2008                                                              | Bogotà                                                                  | Colombia                                                                | 0 – 1                                                                   | Paraguay                                                                | Qual. Mondiali 2010                                                     | 1                                                                       | 62’ 86’                                                                 |
| 15-10-2008                                                              | Asunción                                                                | Paraguay                                                                | 1 – 0                                                                   | Perù                                                                    | Qual. Mondiali 2010                                                     | -                                                                       |                                                                         |
| 11-2-2009                                                               | Lima                                                                    | Perù                                                                    | 0 – 1                                                                   | Paraguay                                                                | Amichevole                                                              | -                                                                       | 62’                                                                     |
| 28-3-2009                                                               | Montevideo                                                              | Uruguay                                                                 | 2 – 0                                                                   | Paraguay                                                                | Qual. Mondiali 2010                                                     | -                                                                       |                                                                         |
| 1-4-2009                                                                | Quito                                                                   | Ecuador                                                                 | 1 – 1                                                                   | Paraguay                                                                | Qual. Mondiali 2010                                                     | -                                                                       | 45’                                                                     |
| 10-6-2009                                                               | Recife                                                                  | Brasile                                                                 | 2 – 1                                                                   | Paraguay                                                                | Qual. Mondiali 2010                                                     | 1                                                                       |                                                                         |
| 12-8-2009                                                               | Seul                                                                    | Corea del Sud                                                           | 0 – 0                                                                   | Paraguay                                                                | Amichevole                                                              | -                                                                       | 61’                                                                     |
| 5-9-2009                                                                | Asunción                                                                | Paraguay                                                                | 1 – 0                                                                   | Bolivia                                                                 | Qual. Mondiali 2010                                                     | 1                                                                       | 88’                                                                     |
| 9-9-2009                                                                | Asunción                                                                | Paraguay                                                                | 1 – 0                                                                   | Argentina                                                               | Qual. Mondiali 2010                                                     | -                                                                       |                                                                         |
| 10-10-2009                                                              | Puerto Ordaz                                                            | Venezuela                                                               | 1 – 2                                                                   | Paraguay                                                                | Qual. Mondiali 2010                                                     | 1                                                                       | 68’                                                                     |
| 14-10-2009                                                              | Asunción                                                                | Paraguay                                                                | 0 – 2                                                                   | Colombia                                                                | Qual. Mondiali 2010                                                     | -                                                                       |                                                                         |
| Totale                                                                  |                                                                         | Presenze                                                                | 44                                                                      |                                                                         | Reti                                                                    | 10                                                                      |                                                                         |

## Palmarès

### Club
- Inter Liga: 1

América: 2008

### Individuale
- Capocannoniere della Copa Libertadores: 2

América: 2007 (10 reti), 2008 (8 reti)